# Охотники на снегу
«Охотники на снегу» (нидерл. Jagers in de Sneeuw) — картина Питера Брейгеля Старшего. Написана маслом по дереву в 1565 году. Является частью цикла из шести картин, изображавших времена года (пять из них, включая «Охотников на снегу», сохранились). Картина находится в собрании Музея истории искусств в Вене.

## Описание

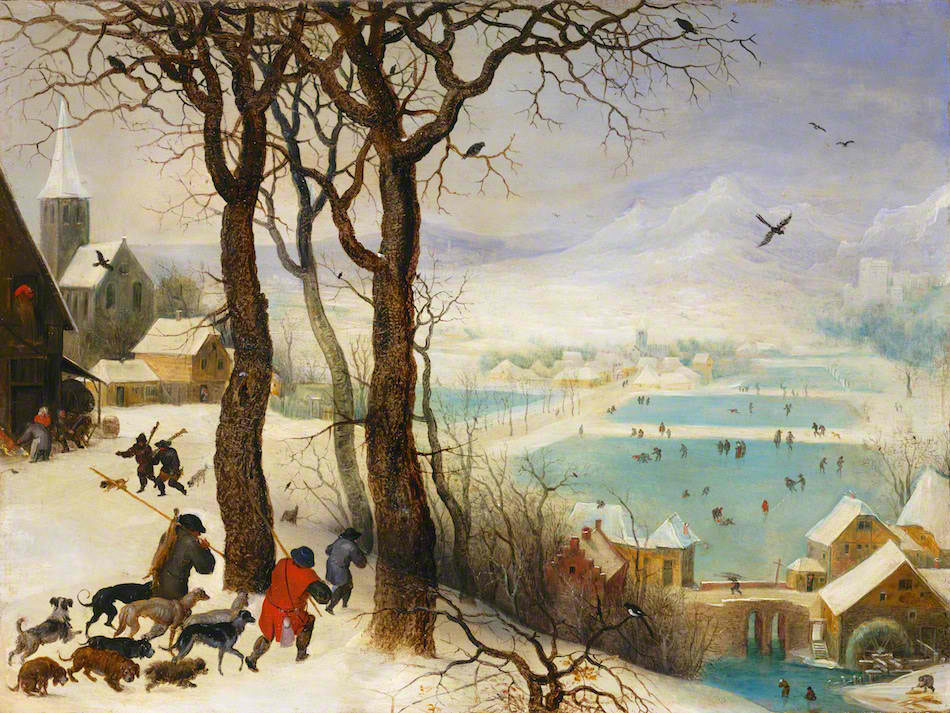
Питер Брейгель Младший, «Охотники на снегу»

В цикле времён года картина соответствует декабрю-январю.
В картине Брейгель использовал приём, который ввёл в пейзаж Иоахим Патинир — это вид сверху и постепенный переход от тёмных тонов на переднем плане к светлым на заднем, что позволяет достичь эффекта глубины. 
Художник располагается как бы на пригорке у куста (где и стоит подпись Брейгеля: BRVEGEL. M.D.LXV), поэтому долина видна как на ладони. 
Взгляд зрителя неизбежно скользит по диагоналям. Направление движения охотников и окружающих их тощих и озябших собак, а также линии деревьев и дороги задают одну диагональ картины — из левого нижнего угла в верхний правый угол, где вдалеке видны утёсы. Другая диагональ задана краем пригорка и подчёркнута параллельными линиями скатов крыш и дороги вдоль утёсов. Одна из сорок летит опять же параллельно этой диагонали. Да и копья охотников направлены так же.
Все детали картины тщательно прописаны, хорошо видны на льду даже тени далеко расположенных людей, хотя день не солнечный.
На переднем плане слева изображены три уставших и понурых охотника, возвращающиеся с охоты без особых трофеев — лишь одна худая лиса за плечами одного из них. В центре у куста — ловушка для птиц.
Слева гостиница, на ней вывеска с надписью «Dit is inden Hert» («У оленя») с изображением святого, стоящего на коленях перед оленем. Скорее всего это святой Губерт Льежский, покровитель охотников (менее вероятный вариант — Евстафий Плакида). Перед гостиницей семья, включая ребёнка, разжигает огонь, чтобы подпалить свинью.
Лежащая внизу долина заполнена замёрзшей рекой и искусственным прудом, видны деревеньки с остроконечными церквями, мельница с обледенелым колесом. Несмотря на зимний и хмурый день, долина заполнена людьми. Кое-кто занимается хозяйственными делами, возит на телеге или носит хворост. У моста из трубы дома валит огонь, один человек уже забрался на крышу тушить пожар, другие спешат с лестницами на помощь. А в это время остальные развлекаются на пруду, катаясь на коньках и санках, или играют в аналоги гольфа, кёрлинга или хоккея.
Цветовая гамма на картине представлена тёмными тонами, какими написаны охотники и голые деревья, коричневыми домами, зелёными оттенками льда и неба и белизной снега.  
Местоположение определить трудно. Брабантская долина плохо сочетается с альпийскими утёсами и немецким замком у их подножия. Скорее всего, это плод фантазии художника.

## Фрагменты картины

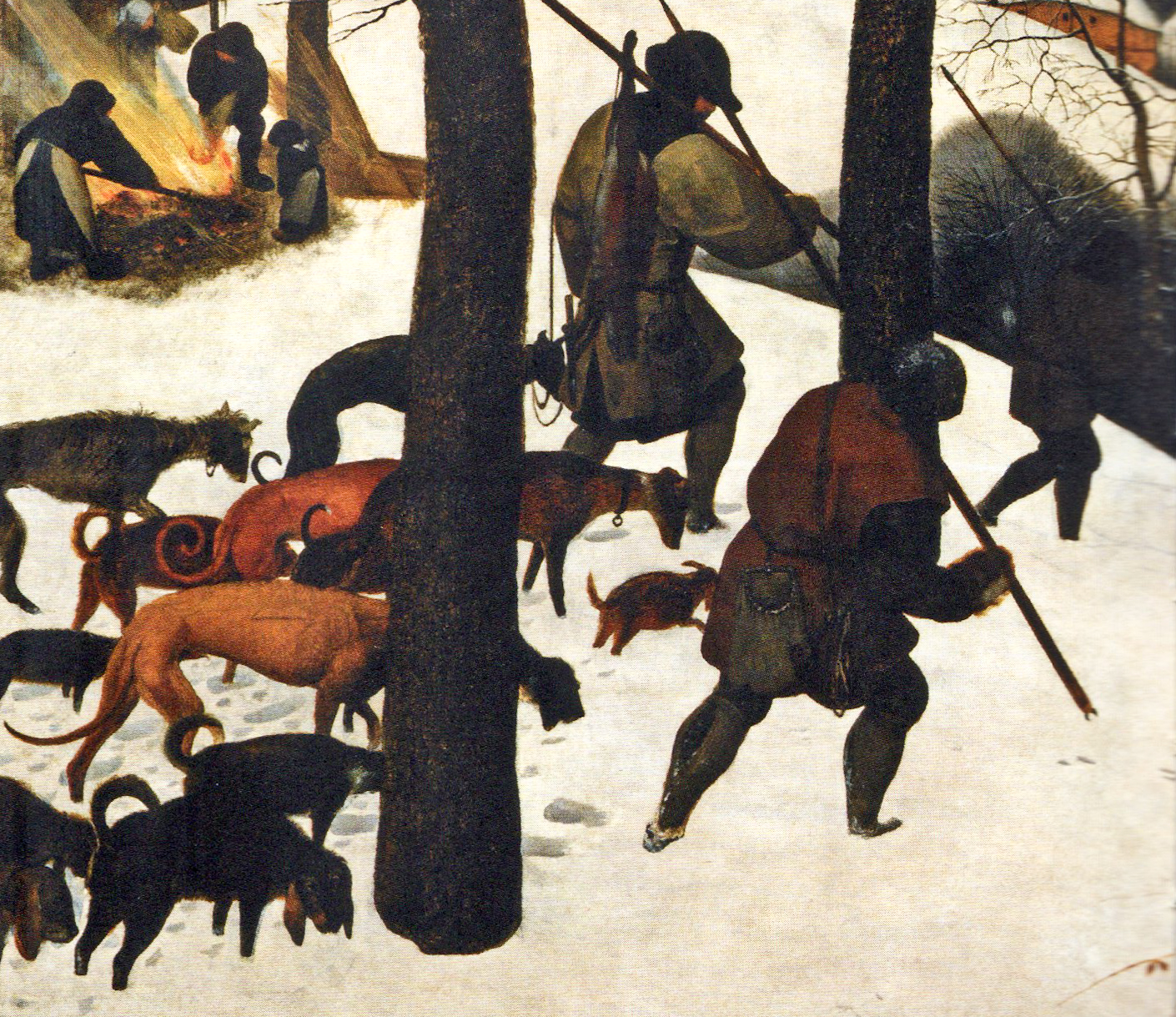
Охотники
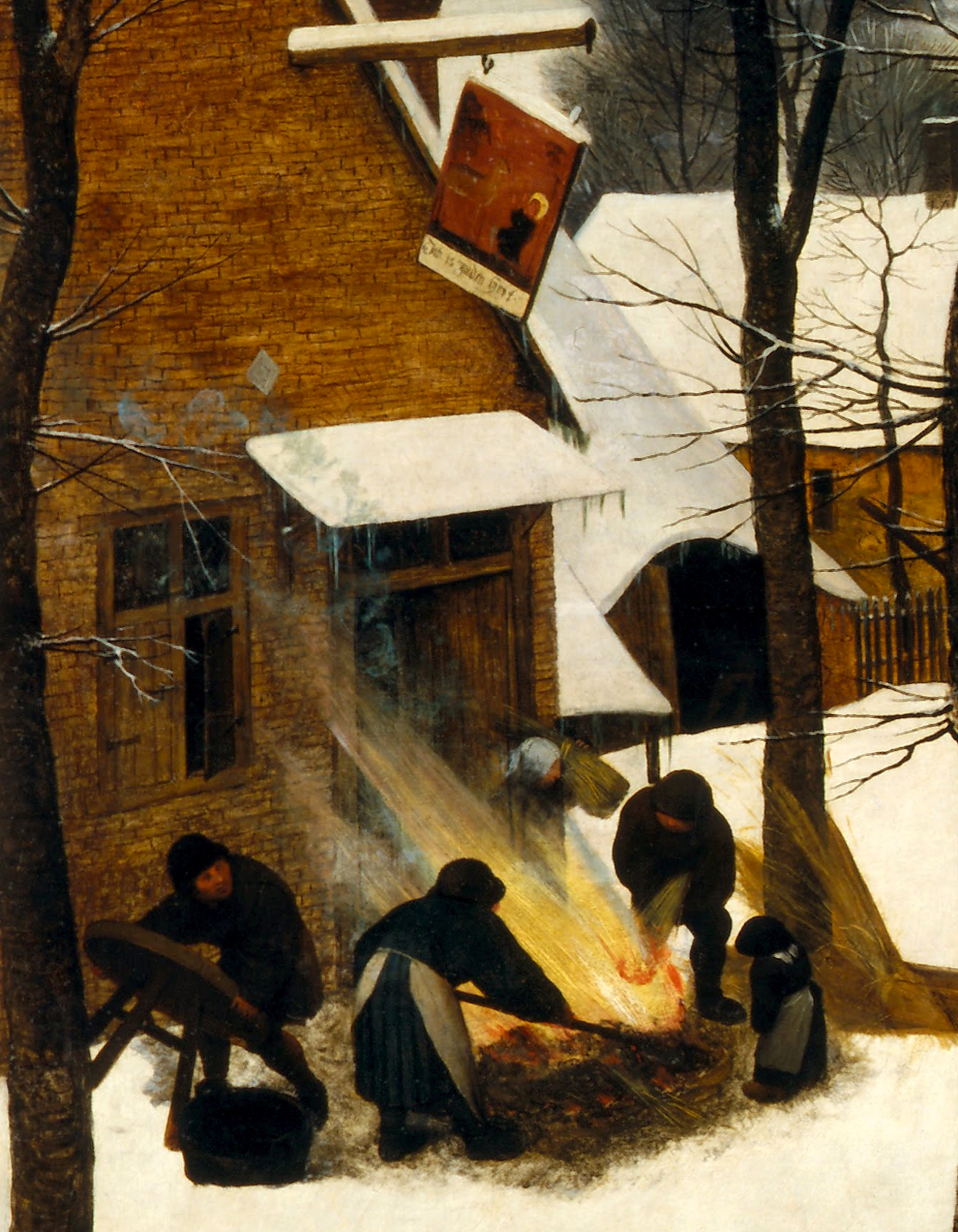
Гостиница «У оленя»
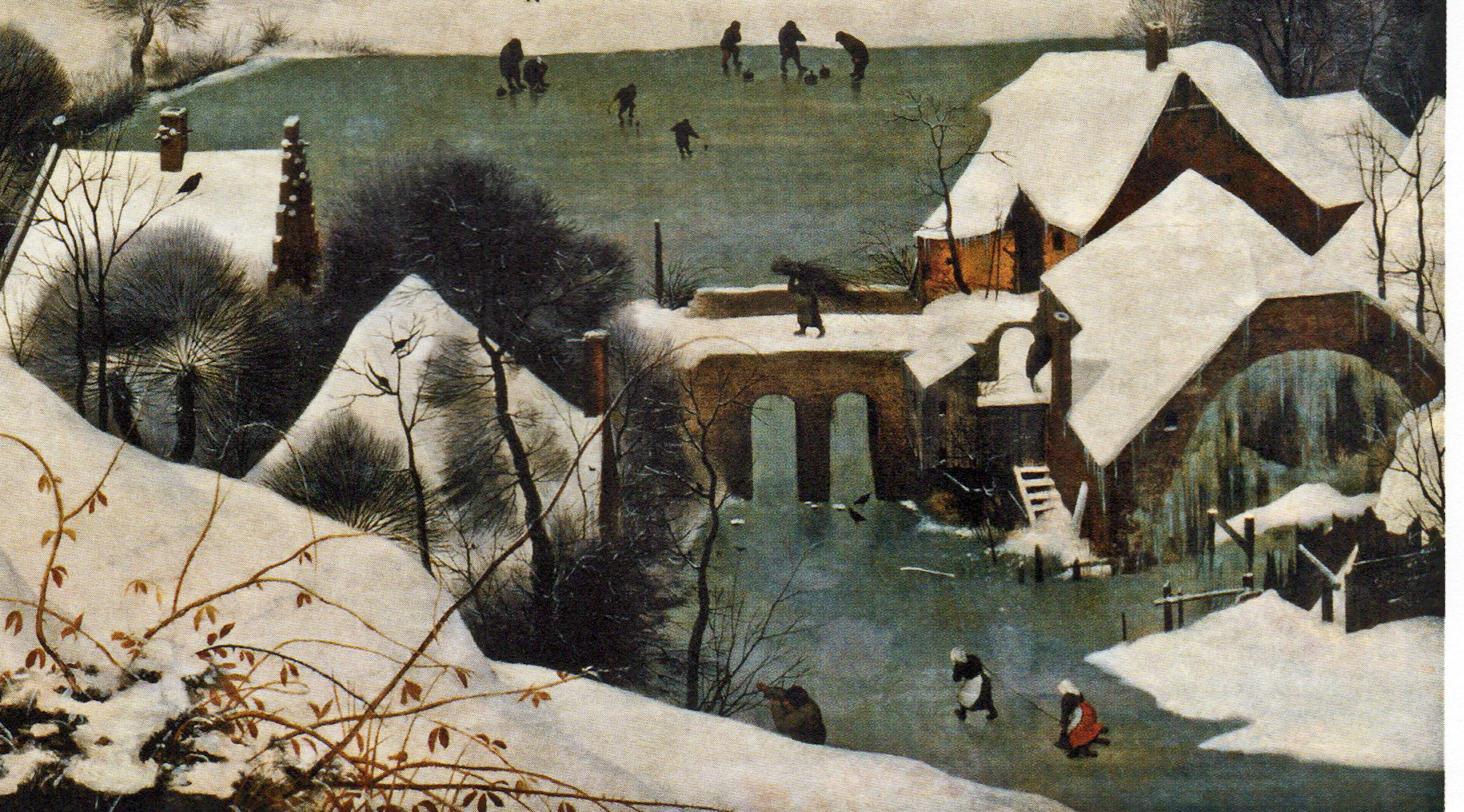
Мост и мельница
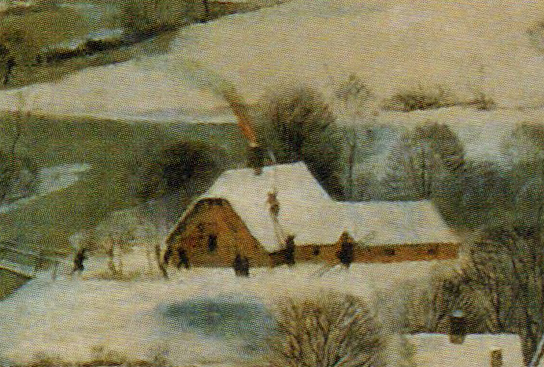
Тушение пожара
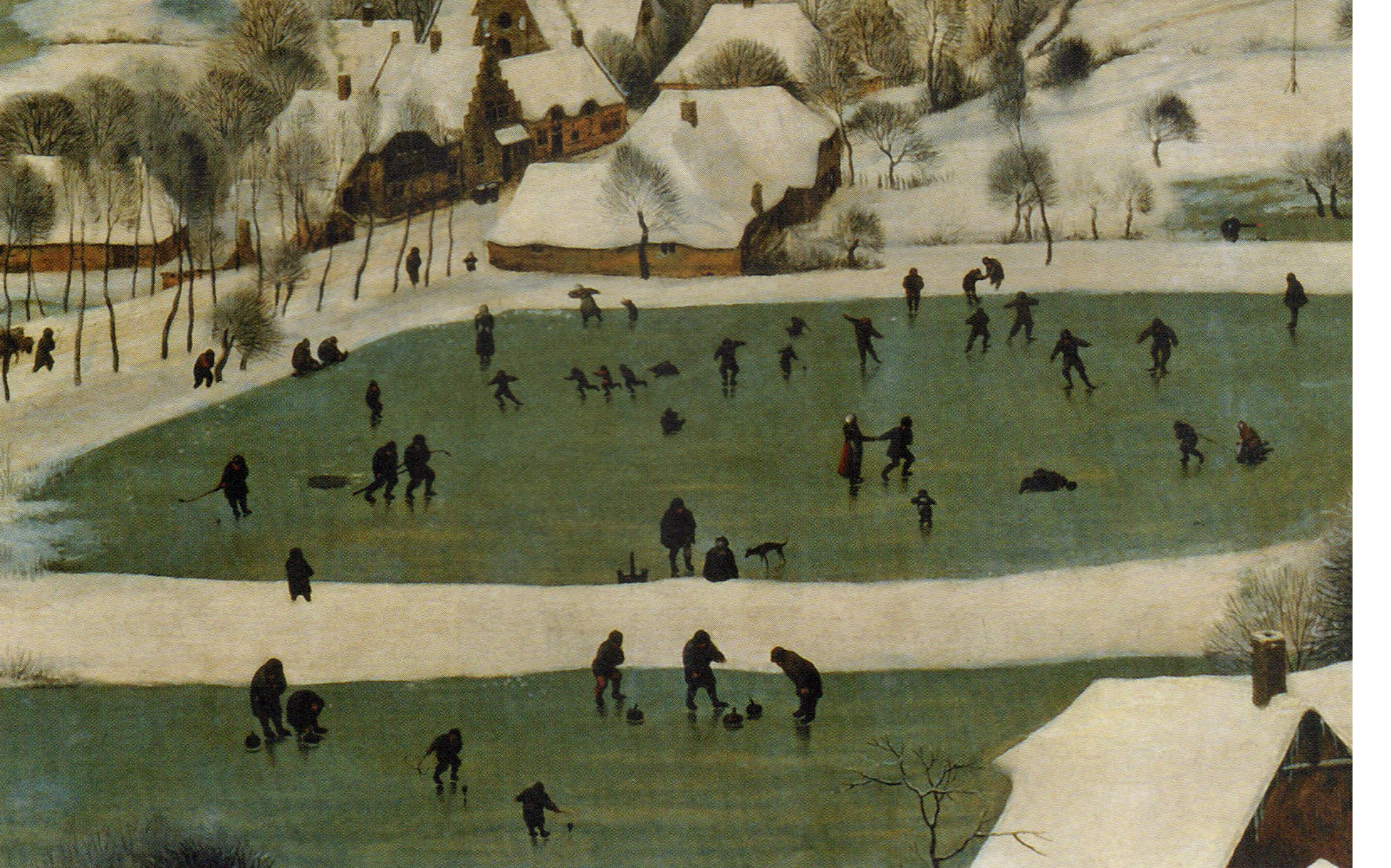
Игры на пруду
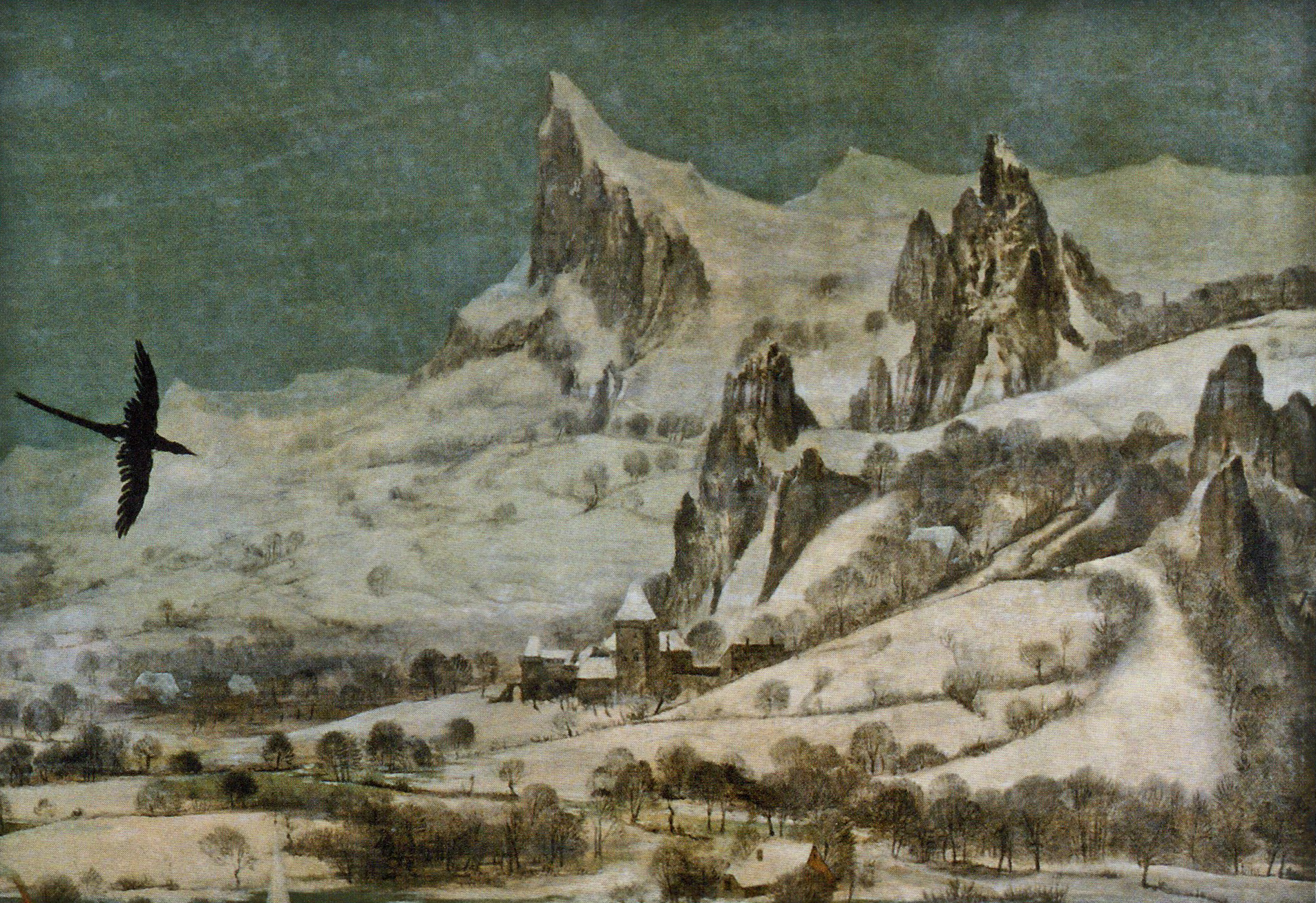
Замок у подножия гор

## Отсылки в культуре
По мнению историка искусства Мартина Кемпа, вероятно, нет более популярного «светского» сюжета для рождественских открыток, чем «Охотники на снегу». 
Сюжету картины посвящено экфрастическое стихотворение «Охотник на снегу» Уильяма Карлоса Уильямса.  
Картина «Охотники на снегу» неоднократно служила вдохновением для режиссёров. Например, Андрей Тарковский использовал образ картины в своих кинофильмах «Солярис» и «Зеркало», а Ларс фон Триер в фильме «Меланхолия». Картина показана в психологическом триллере «Пи» Даррена Аронофски, а также обыграна в анимационном фильме «Пишто уезжает» (режиссёр Сони Кендель, 2011). По словам режиссёра Роя Андерссона, сидящие на ветках птицы, изображённые на картине, подсказали ему название для своего фильма — «Голубь сидел на ветке, размышляя о бытии». 

## Другие картины цикла «Времена года»

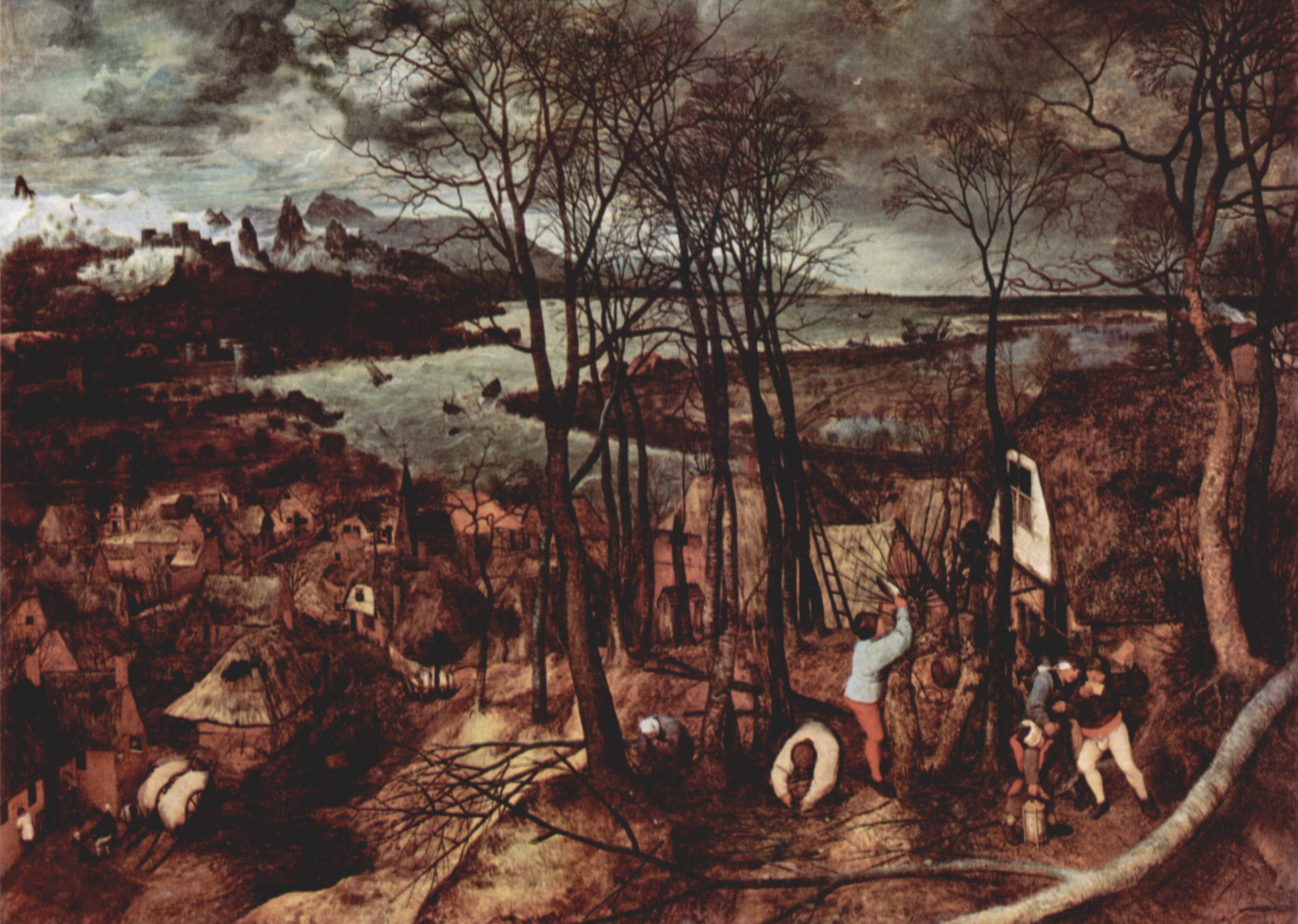
«Сумрачный день», 1565, Музей истории искусств, Вена
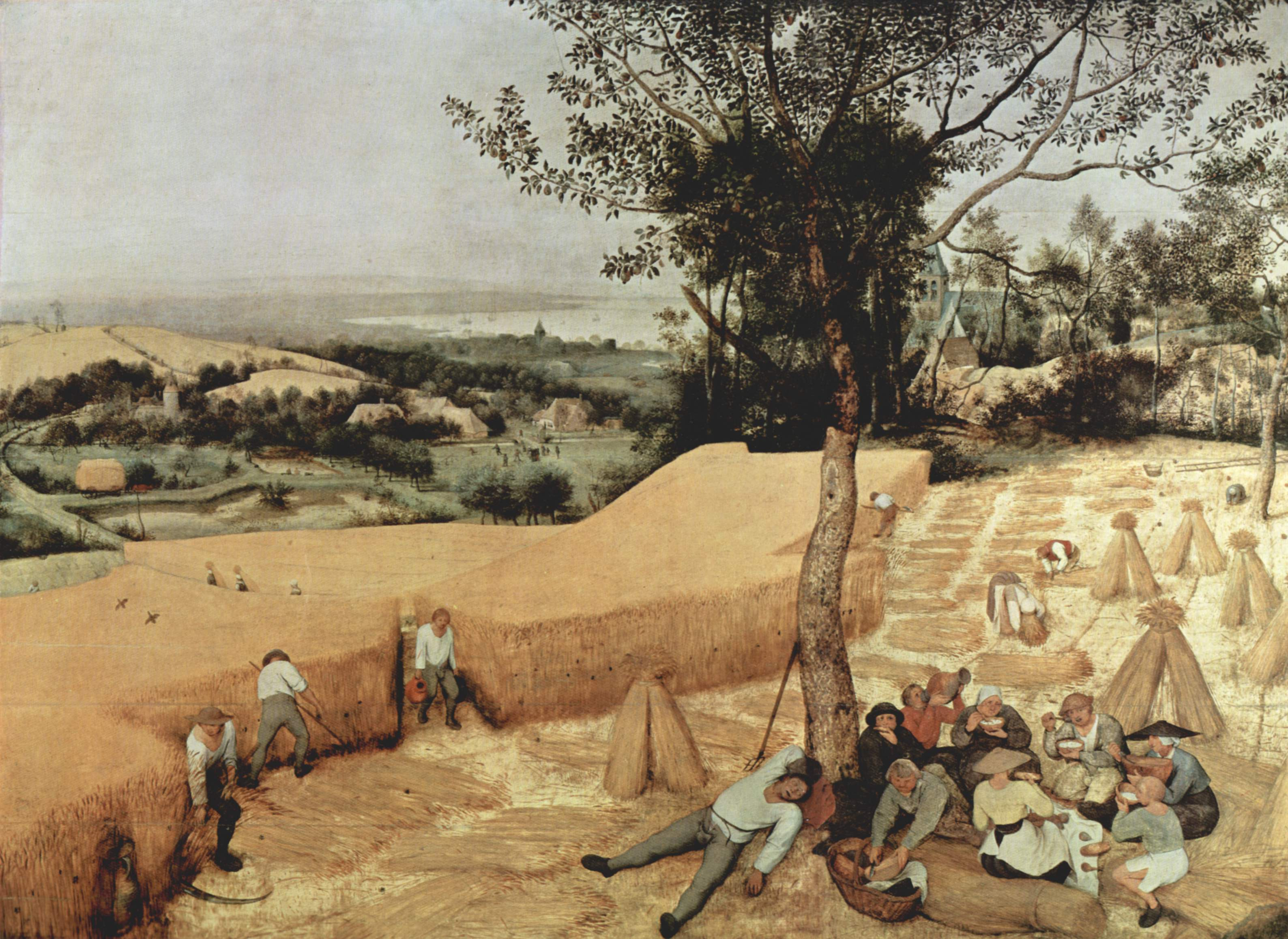
«Жатва», 1565, Музей Метрополитен, Нью-Йорк
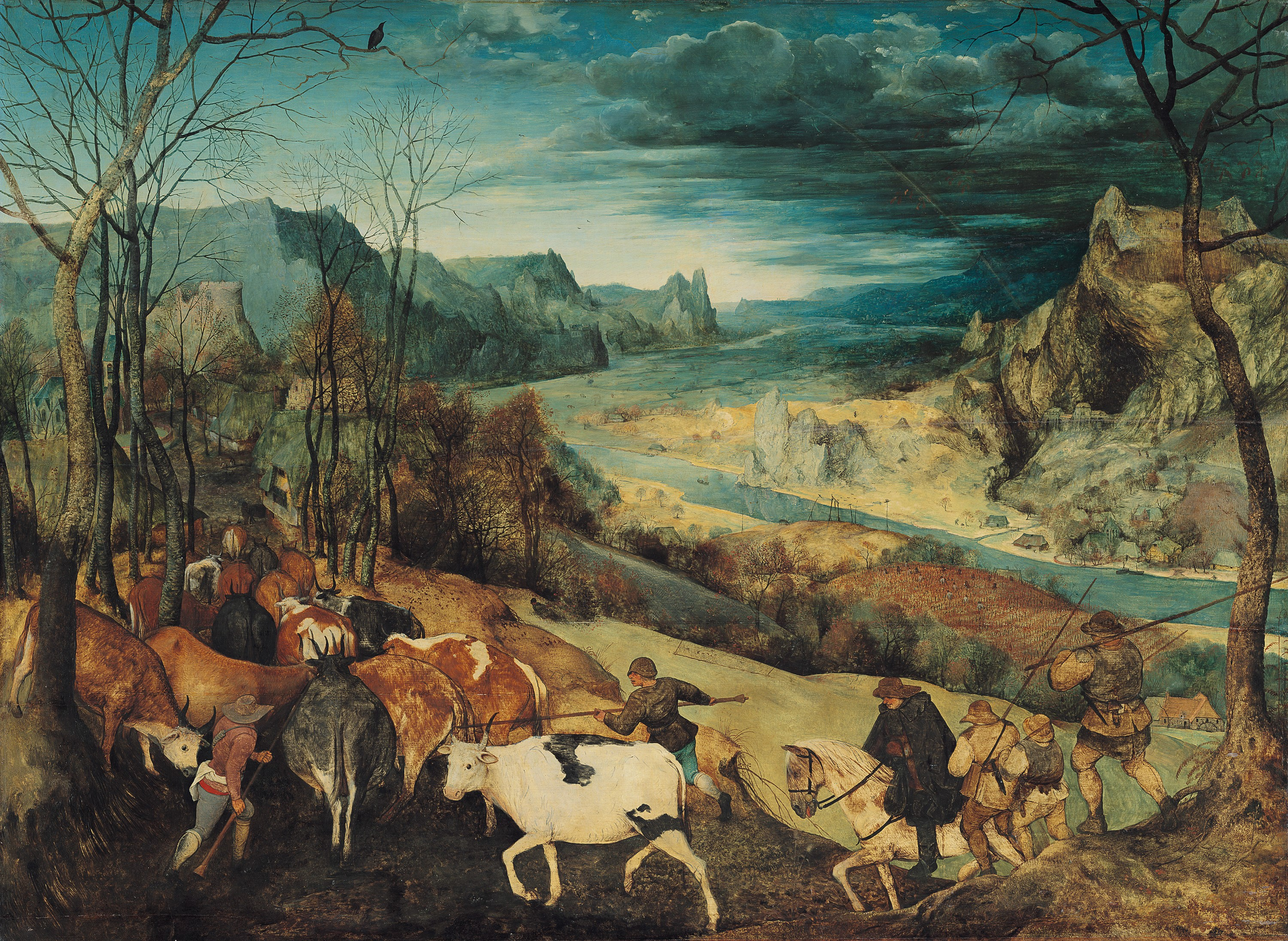
«Возвращение стада», 1565, Музей истории искусств, Вена
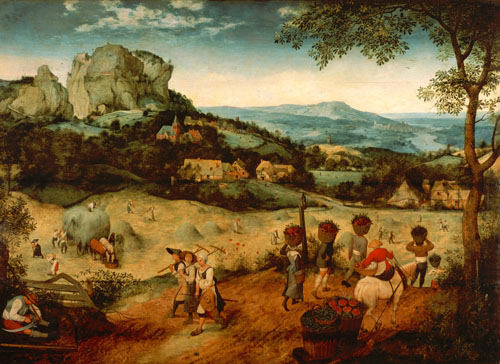
«Сенокос», 1565, Лобковицкий дворец, Прага